# 独白

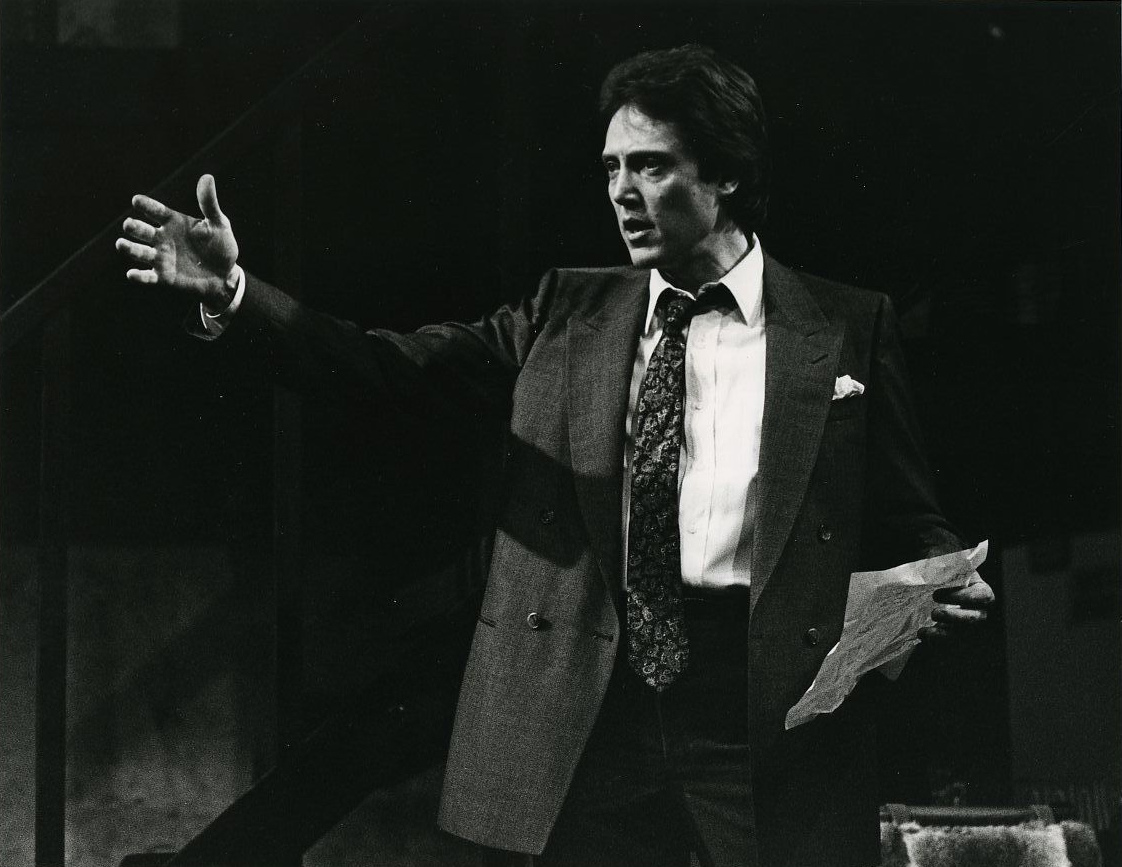
演員克里斯托弗·沃肯於1984年舞台劇《Hurlyburly》中進行獨白表演

在戲劇中，獨白是由單一角色發言的橋段，通常是為了表達他們的內心想法，雖然有時也可能是直接對另一角色或觀眾說話。獨白在各類戲劇媒介（如舞台劇、電影等）中十分常見，也存在於非戲劇媒介中，如詩歌。
獨白與其他多種文學手法有許多共通之處，包括獨角戲、頓呼法及旁白等。然而，這些手法之間亦有明確區別。

## 特徵
獨白是一種與對話不同的表達方式，最大的不同在於它不需要對象來回應。說話者通常是角色本人，向自己或觀眾說出內心的想法與感受。這種說話方式往往充滿真誠和直接，不受外在約束，像是在思索或自言自語。
角色在獨白中通常透過「聲音」和「思緒」來表達自己：
1. 聲音的表達：指角色說出來的話，有時是自己說，有時會和其他角色互動對話。
2. 思想的表達：是角色內心的獨白，包括他怎麼想、怎麼看事情，可能以直接或間接的方式呈現。有時，角色的聲音和思想會融合在一起，讓讀者或觀眾分不清哪些是說出口的話，哪些是內心的想法。這種模糊邊界的情況讓人物更加立體，也讓敘事更加深刻[3]。

獨白類似於詩歌、頓悟等，皆由單一「聲音」所發出，但彼此之間仍有差異。例如，獨角戲（soliloquy）是角色將其思想與情感訴說給自己及觀眾聽，而不對其他角色發言。獨白（monologue）則是角色將自己的想法大聲說出來。獨白也與頓呼法（apostrophe）不同，後者是說話者或作者對一個虛構的人物、無生命的物體或抽象概念進行呼喚。而旁白（aside）不僅在長度上較短，其特點亦在於即使在理應被其他角色聽見的情境下（例如兩名角色的對話中，一人突然說出旁白），其他角色也無法聽見。

## 戲劇性獨白
「戲劇性獨白」是一種戲劇創作中的文學體裁，在18與19世紀又被稱為旋律詩劇，起源於尚-雅克·盧梭於1762年創作的《皮格馬利翁》。在戲劇性獨白中，角色大聲思索，將自己的思想、感知與情感表達給自己，也因此傳達給觀眾。戲劇性獨白讓演員在舞台上體現出不只一個角色，模糊了敘述、戲劇與詩意之間的界線，並透過角色之間的知性或情感溝通來操控時間與空間。它可用於刻劃角色，因此具有高度的心理描寫價值，是一種內省的工具。在這個意義上，威廉·莎士比亞戲劇中的獨白便廣為人知，例如《哈姆雷特》。獨白有時也可能是角色與自己進行的對話，或向無法回應的對象（如寵物、畫像、植物、照片等）傾訴。甚至在面對無法回應的屍體時也可能進行，如米格爾·戴利貝斯的《與馬里奧共度五小時》。另一種手法是寫一封永遠不會寄出的信，因此也不會有回覆，例如法蘭茲·卡夫卡的《給父親的信》。此外，日記也常作為獨白的投射形式，其作者往往將日記視為永不開口的知己。在西班牙黃金時代的戲劇中，獨白常託付於十四行詩或十行詩中，因此在角色關係錯綜複雜的喜劇中，也會出現大量十四行詩，例如羅培·德·維加的《園丁的狗》。儘管獨白是所有文學體裁中都會使用的手法，但因其對自我與主觀性的強調，使其特別接近抒情體裁。在短篇小說、報刊文章或爭論中都可以發現獨白的存在。另一方面，「戲劇性獨白」一詞也可指現代抒情詩中的一種體裁或形式，由19世紀後浪漫主義詩人阿佛烈·丁尼生創立，並由羅勃特·白朗寧發展並確立，至今仍為文化主義詩人與現代詩人所廣泛採用。

## 歷史
在古希臘戲劇中，在「三演員制」成為常規之前，劇場先後經歷了「兩演員制」以及最初只有一名演員與合唱隊共同登場的形式。獨白作為戲劇手法的起源，其實並非從對話發展而來，反而是對話源自獨白的演進。在古羅馬戲劇中，獨白的使用比古希臘或現代戲劇更為頻繁。其中一項主要功能，是用來表現大量時間的流逝，這種時間若以寫實方式呈現會過於冗長與沉悶。這類形式被稱為「過場獨白」。其他常見類型還包括「出場獨白」與「退場獨白」。在這兩種情況中，獨白的核心功能同樣是標示時間的推移。自英國文藝復興時期的戲劇以降，獨白多用於表現角色在劇情中的內在需求，透過一段延展性的語言來展開個人訴求。而在後現代戲劇中，獨白的「表演性」更被強調，甚至進一步模糊了角色演繹與自傳式敘述之間的界線。